# Los años maravillosos (serie de televisión colombiana)
Los años maravillosos es una serie de televisión colombiana, creada por BE-TV para Caracol Televisión en el año 2011 y transmitida en el año 2014. Es la adaptación de la serie de televisión estadounidense The Wonder Years, original de Carol Black y Neal Marlens, de la cadena ABC. Está protagonizada por Sebastián Gutiérrez.

## Sinopsis
Los años maravillosos es una serie narrada por su protagonista, Kevin González, cuando ya es un hombre mayor. Cuenta sus experiencias de los 12 a los 14 años y tiene el encanto de ver el mundo desde una perspectiva inocente y tierna.
Sus conflictos son comunes a los de cualquier niño del planeta, despertando una profunda identificación, al recrear momentos que todos hemos vivido en el proceso de la niñez a la vida adulta. Muestra la nostalgia de una etapa encantadora de la vida de las personas y aunque son conflictos que a los 12 años representan tragedias, con la perspectiva de los años, se vuelven cómicos.
El hogar de la Familia González, representante de la clase media colombiana, es el escenario de la vida de Kevin, que vive sus experiencias en compañía de su mejor amigo, Federico Sarmiento, y de la niña que ocupa su corazón, Catalina Mendoza.
En capítulos independientes, la serie abarca todos los temas concernientes al proceso de crecer y madurar, el amor, la familia, la amistad, el estudio y todas las expectativas naturales en un preadolescente, dentro de un contexto de análisis social, que evoca hechos que conmovieron a Colombia en la década de los 80.

## Producción
La música de los años 1980 juega un papel importante en la serie, pues es fiel testimonio de las temáticas de esta década. Entre los géneros musicales que podemos encontrar en la serie, están:
- Rock en español
- Balada
- Tropical
- Vallenato
- Disco

### Soundtrack
Para esta serie el tema musical intro que se dio a conocer fue:Toda la vida de Emmanuel, también otros temas como:
- Devuélveme a mi chica-Hombres G
- No Me Dejan Salir-Charly García
- El Baile de los que sobran-Los Prisioneros
- Mi primer día sin ti-Enanitos Verdes
- Persiana Americana-Soda Stereo

## Reparto
- Sebastián Gutiérrez - Kevin González
- Gabriela Ancona Romero - Catalina Mendoza
- Greeicy Rendón - Karen González
- Gustavo Ángel- Kevin González(Adulto) Sólo voz en off
- Luigi Marcelo Caroli - Federico Sarmiento "Fede"
- Constanza Duque - Carmen
- Santiago Moure - Diego González
- Santiago Gómez - Leonardo González "Leo"
- Marcela Agudelo - Clemencia de González
- Isabella Miranda - Vicky Suárez
- Diego Leon Calero - "Casas"
- Eduardo López - Ricardo Mendoza
- Juan Calderón - Bruno Morón
- Paula Barreto - Diana Pizarro
- María Teresa Barreto - Martina